# 顏振弘
顏振弘（1986年2月5日—）是前臺灣男子籃球運動員，場上主打中鋒位置。

## 生平
顏振弘是高雄人，畢業於七賢國中、三民家商，擁有2004年亞青賽與2006年亞大籃國手資歷，自三民家商畢業之際透過測試選秀被緯來獵人網羅，但選擇先進入國立高雄師範大學就讀，第四季、第五季曾被球隊登錄但未在超級籃球聯賽出賽過，直到2008年大學畢業後加入台灣大雲豹，第六季超級籃球聯賽顏振弘場均繳出10.1分、4.6個籃板的成績收下年度新人王頭銜。